# 2012년 텔레비전 애니메이션 목록
다음은 2012년에 방송된 텔레비전 애니메이션이다.

## 일본
2012년도 애니메이션 1월~12월
나츠메우인장4기일본TV도쿄2012.01.03
신테니스의왕자님일본TV도쿄2012.01.05
탐정오페라밀키...일본TokyoMX2012.01.05
아마가미SS+...일본TBS2012.01.06
전희절창심포기어일본TokyoMX2012.01.06
킬미베이비일본TBS2012.01.06
니세모노가타리일본TokyoMX2012.01.07
에어리어의기사일본TV아사히2012.01.07
제로의사역마F일본AT-X2012.01.07
BRAVE10일본TokyoMX2012.01.08
맹렬우주해적일본TokyoMX2012.01.08
포요포요관찰일기일본TV도쿄2012.01.08
아쿠에리온EVOL일본TV도쿄2012.01.09
남자고교생의일상일본TV도쿄2012.01.10
윤회의라그랑제1일본YTV2012.01.10
그여름에서기다...일본TokyoMX2012.01.11
리코더와란도셀도일본KBS교토(수)오전01:302012.01.11
아빠말좀들어...일본TokyoMX2012.01.11
Another일본TokyoMX2012.01.12
나루토질풍전5일본TV도쿄2012.01.12
테르마이로마이일본후지TV2012.01.12
이누X보쿠시크릿...일본MBS2012.01.13
하이스쿨DxD일본TokyoMX2012.01.13
골판지전사더블일본TV도쿄2012.01.18
BLACK★R...일본후지TV2012.02.02
스마일프리큐어!일본TV아사히2012.02.05
오즈마일본WOWOW2012.03.17
고향재생일본의...일본TV도쿄(일)오전09:002012.04.01
세인트세이야오...일본TV아사히2012.04.01
우주형제일본YTV2012.04.01
GON일본TV도쿄2012.04.02
닌자보이란타로...일본NHK2012.04.02
나루토SD록리...일본TV도쿄2012.04.03
너와나2기일본TV도쿄2012.04.03
비색의조각1일본YTV2012.04.03
은하로킥오프!!일본NHKBS2012.04.03
퀸즈블레이드리벨...일본AT-X2012.04.03
리코더와란도셀레일본KBS교토2012.04.04
폭풍우치는밤에일본TV도쿄2012.04.04
흑마녀나가신다!!일본NHKE테레2012.04.04
루팡3세미네후...일본NTV2012.04.05
메다카박스1일본TV도쿄2012.04.05
백곰카페일본TV도쿄2012.04.05
이것은좀비입니까...일본TokyoMX2012.04.05
산카레아일본TBS2012.04.06
유루메이츠일본tvk2012.04.07
제트맨일본TokyoMX2012.04.07
쥬얼펫스파클링...일본TV도쿄2012.04.07
페이트제로2일본TokyoMX2012.04.07
메탈베이블레이드...일본TV도쿄2012.04.08
수수께끼그녀X일본TokyoMX2012.04.08
액셀월드일본MBS2012.04.08
카드파이트!!뱅...일본TV도쿄2012.04.08
쿠로코의농구일본MBS2012.04.08
파이브레인-...일본NHK2012.04.08
사키아치카편일본TV도쿄2012.04.09
황혼소녀X암네...일본TokyoMX2012.04.09
기어와라!냐루코...일본TV도쿄2012.04.10
요르문간드1기일본TokyoMX2012.04.10
언덕길의아폴론일본후지TV2012.04.12
유레카7AO일본MBS2012.04.13
츠리타마일본후지TV2012.04.13
샤이닝하츠~행...일본TokyoMX2012.04.14
썬더일레븐GO...일본TV도쿄2012.04.18
빙과일본TokyoMX2012.04.25
AKB00481기일본BS112012.05.10
킹덤1기일본NHKBS2012.06.04
포켓몬스터베스트...일본TV도쿄2012.06.21
마브러브얼터너티...일본TV도쿄2012.07.02
타리타리일본TokyoMX2012.07.02
유루유리2일본TV도쿄2012.07.03
윤회의라그랑제2일본YTV2012.07.03
인류는쇠퇴했습니다일본TokyoMX2012.07.03
초역백인일수우...일본TV도쿄2012.07.03
치토세겟츄!!일본KBS교토2012.07.04
가난뱅이신이!일본TV도쿄2012.07.05
모야시몬리턴즈일본후지TV2012.07.05
아르카나파밀리아일본animax2012.07.05
사랑과선거와초...일본TBS2012.07.06
여름눈랑데부일본후지TV2012.07.06
이중에한명,여...일본TBS2012.07.06
죠시라쿠일본MBS2012.07.06
도그데이즈2일본TokyoMX2012.07.07
소드아트온라인일본TokyoMX2012.07.07
캄피오네!일본TokyoMX2012.07.07
탐험드리랜드일본TV도쿄2012.07.07
경계선상의호라이...일본TokyoMX2012.07.08
하트커넥트일본TokyoMX2012.07.08
열등용사의귀축미학일본TokyoMX2012.07.09
오다노부나의야망일본TV도쿄2012.07.09
박앵귀여명록일본TokyoMX2012.07.10
그래서나는H를...일본TokyoMX2012.07.12
에비텐공립에비...일본NICONICOLIVE2012.07.14
배틀스피리츠소드...일본TV아사히2012.09.09
타마고치!꿈키...일본TV도쿄2012.09.10
오늘부터신령님일본TV도쿄2012.10.01
라이치DE광클럽일본TokyoMX2012.10.02
비색의조각2일본YTV2012.10.02
옆자리괴물군일본TV도쿄2012.10.02
초속변형자이로제타일본TV도쿄2012.10.02
신세계에서일본TV아사히2012.10.03
우서의하루살이일본TV도쿄2012.10.03
중2병이라도사랑...일본TokyoMX2012.10.03
짐승배틀몬스노일본TV도쿄2012.10.03
BTOOOM!일본TokyoMX2012.10.04
무장신희일본TBS2012.10.04
은혼2기연장전일본TV도쿄2012.10.04
하야테처럼3일본TV도쿄2012.10.04
히다마리스케치...일본TBS2012.10.04
절원의템페스트일본MBS2012.10.05
죠죠의기묘한모험일본TokyoMX2012.10.05
K일본TBS2012.10.06
또르르방울이친...일본tvk2012.10.06
오시리카지리무시일본NHKBS2012.10.07
유희왕ZEXAL...일본TV도쿄2012.10.07
코드브레이커일본MBS2012.10.07
크로스파이트비...일본TV도쿄2012.10.07
테큐1기일본TokyoMX2012.10.07
사쿠라장의애완...일본TokyoMX2012.10.08
아이카츠!일본TV도쿄2012.10.08
익시온사가DT일본TV도쿄2012.10.08
걸즈&판처일본TokyoMX2012.10.09
요르문간드2기일본TokyoMX2012.10.09
메다카박스2일본TV도쿄2012.10.11
사이코패스1기일본후지TV2012.10.11
오빠지만사랑만...일본BS112012.10.11
로보틱스노츠일본후지TV2012.10.12
학생회의일존L...일본NICONICOLIVE2012.10.13
이니셜D피프스...일본후지TV2012.11.09
나루토질풍전6일본TV도쿄2012.11.22
우사비치시즌5일본MTV2012.12.13
네코모노가타리(...일본TokyoMX2012.12.3)